# پیتر واردی (الهیات‌شناس)
پیتر واردی (انگلیسی: Peter Vardy؛ زادهٔ ژوئیه ۱۹۴۵) متخصص الهیات و متکلم اهل بریتانیا است. واردی، نویسنده یا نویسنده ۱۸ کتاب در مورد دین و اخلاق، از سال ۱۹۹۹ تا ۲۰۱۱ معاون کالج Heythrop، یک کالج یسوعی‌ها در لندن بود. او به خاطر کنفرانس‌های مطالعات دینی که در انگلستان برای مدارس برگزار می‌کند، شناخته شده‌است.